# Skaftá
Lo Skaftá è un fiume che scorre nella regione del Suðurland, nella parte meridionale dell'Islanda.

## Descrizione
Lo Skaftá è un fiume di origine prevalentemente glaciale, alimentato cioè dall'acqua di fusione dei ghiacciai durante il periodo estivo. Il suo corso è stato modificato in più riprese dalle eruzioni vulcaniche che ne hanno spesso ostruito il flusso e deviato il percorso. La combinazione dei due effetti fa sì che il fiume sia spesso soggetto a piene e esondazioni.

## Flusso
La sorgente primaria del fiume è situata nello Skaftárkatlar, due bacini subglaciali posti al di sotto del ghiacciaio Skaftájökull, che fa parte del più esteso Vatnajökull, il grande ghiacciaio posto all'interno della parte meridionale dell'Islanda. Il fiume viene alimentato anche dalle acque di risorgiva del lago Langisjór, apportate dall'Útfall, un affluente dello Skaftá. Altri affluenti sono l'Ófaerá, il Grjótá e l'Hellisá.
A ovest della fattoria Skaftárdalur (in lingua islandese: valle dello Skaftá), denominata come la valle entro cui il fiume scorre, lo Skaftá fluisce su un campo di lava suddividendosi in numerosi rivoli, che poi si ricombinano in tre componenti maggiori che proseguono il loro corso verso l'Oceano Atlantico: l'Eldvatn o Ása-Eldvatn, che si combina con il fiume Kúðafljót; Ásakvísl o Árkvísla, che scorre al di sotto di un campo di lava coperto di sabbia; il terzo ramo, che è anche il più orientale, fluisce nei pressi di Kirkjubæjarklaustur e mantiene il nome Skaftá, ma ha pochissima acqua quando la temperatura si abbassa e non vi è più l'apporto dell'acqua di fusione.
La lunghezza complessiva dello Skaftá è di 115 km.
Nel 1903 è stato costruito il primo ponte sul fiume a Kirkjubæjarklaustur, mentre il ponte sul ramo Ása-Eldvatn è di poco successivo. I lavori per la costruzione dei ponti e delle sponde del fiume, hanno comportato l'erosione del terreno prima bagnato dalle acque.

## Eruzione del 1783
A partire dall'8 giugno 1783, l'eruzione di durata poliennale del sistema vulcanico del Laki, che incluse anche Grímsvötn e Þórðarhyrna, (in lingua islandese indicata come Skaftáreldur, cioè fuochi dello Skaftá) portò a riempire di lava la valle del fiume, inclusa una gola che si ritiene fosse profonda 200 metri; questo comportò la suddivisione del flusso nei canali multipli che caratterizzano tuttora il suo corso. Il fiume è ora soggetto alle jökulhlaup, le grandi alluvioni glaciali che avvengono in media ogni paio di anni.
L'alluvione del 2015 è stata particolarmente disastrosa, ed anche la più imponente da quando si è cominciato registrarle.